# 卡婁卡勒
卡婁卡勒，是台灣卑南族知本部落一位傳說中的人物，據說曾經為卑南族帶來文字，卻在卑南族人學會之前被荷蘭人擄走，再也沒有回來。

## 簡述
卡婁卡勒的身世相當模糊，不清楚他的父母到底是誰，但傳說中他有一個叫卡拉比阿特（Karapiat）的兄弟和米麗克（Milik）的姊妹，而米麗克還受到來自恆春的一名叫巴里（Pali）的男性追求，並且從他那裡收到了從海邊撿來的發光銀色枕頭作為求婚的禮物；另外也有說法認為，卡婁卡勒是西哈西浩的孫子、卡桑拉幹（Kazanglaqan）的兒子，而其他版本的傳說中卡桑拉幹的四位子女則是他的姪子。
傳說中，卡婁卡勒全身布滿了紋身、那些紋身甚至還深入骨頭，但那些「圖案」其實是天神賜給卑南族的文字，但族人始終無法了解。他平常不需要做事，整天躺在成年集會所裡睡覺。

## 傳說

### 被擄
約1637年前後的某一天，卡婁卡勒照常在成年集會所裡睡覺，還枕著米麗克收到的銀色枕頭，結果銀色枕頭的光芒遠遠的被海上的荷蘭人看到，他們覺得很好奇，便登陸便前往卡砦卡蘭部落（Kazekalan，位於現在知本部落後方山上）一探究竟，過程中他們還跟杜姑問路，並且以一個水瓶作為答謝。而在見到卡婁卡勒後，他們又被他全身的紋身所吸引，因此強行把他和枕頭都搶走，並且沿著原路返回、在抵達起源地陸浮岸（Ruvoahan，位於知本部落南方、今太麻里鄉三和村南迴公路旁的海岸地，又稱巴拿巴拿樣）時稍作休息。

### 談判
卡拉比阿特得知情況後，決定和另一個朋友倪六（Ngiliu）前去跟荷蘭人談判，他們全副武裝、抓了一隻自己養的豬，追蹤荷蘭人的痕跡到陸浮岸，然而在抵達那裡時，他們抓得豬卻突然尖叫起來，讓荷蘭人以為是敵人而襲擊他們，其中一個人拿起斧頭往倪六砍過去，卻反而因為斧頭鬆脫而把自己砍死。混亂中，卡婁卡勒被押上了船、帶往赤崁，並且安置在海岸附近的山丘上。

### 離鄉
卡拉比阿特不死心，又立刻走陸路前往赤崁，想要把他帶回來，但當他好不容易見到卡婁卡勒時，卡婁卡勒卻因為很喜歡被荷蘭人照顧且不用到田裡工作的生活而拒絕，據說他那時還把指甲留得很長，卡拉比阿特沒辦法，只好返回知本部落。而卡婁卡勒後來被荷蘭人帶離台灣，並且在馬來西亞和一位婦女同床生下了一個女兒，就以當地的名字稱為瑪萊特（Maraqit），並且持續前往荷蘭，卻在抵達荷蘭前就去世了，並且被荷蘭人剝下了身上的皮。卑南族人後來才知道他是族人取得文字的關鍵，因此後悔不已。

### 軼聞
有傳聞認為荷蘭人在召開卑南地方會議時，曾派卡婁卡勒去遊說沒有派人參加的知本部落加入會議，但並沒有成功。

## 現代研究
有卑南族的長老認為卡婁卡勒的身分是位荷蘭人的逃犯，但學者根據傳說中對他的外表和行為的描述，認為卡婁卡勒的真身是早期荷蘭人派駐到東部去學習原住民語言和文化、並且調查金礦地點的人員，因此他跟知本部落的族人交好、甚至還跟幾位族人像卡拉比阿特那樣結為兄弟，並且在之後成為當地的教化人員（巴里則有可能是帶他前往當地的嚮導）。